# Pedro Gómez Carmona
Pedro Gómez Carmona (Vitoria, Álava, 7 de junio de 1982) es un entrenador de fútbol español con titulación UEFA Pro y doctor en Ciencias del Deporte. 

## Trayectoria
Sus comienzos como entrenador fueron en las categorías inferiores del Getafe C.F. S.A.D. y en la Fundación del Real Madrid C. F. También, trabajó como entrenador en el Club de Fútbol Pozuelo de Alarcón perteneciente a la Tercera División de España.
En noviembre de 2010 aceptó la oferta para incorporarse al equipo técnico del equipo de fútbol de Arabia Saudí, Al Hilal S.C., con quien logró un doblete ganando la liga (2010 ~ 2011) de forma invicta y la Copa del Príncipe.
Pedro Gómez siguió a Gabriel Calderón al Baniyas S.C. de Emiratos Árabes Unidos cuando fue confirmado como entrenador en noviembre de 2011 y con quien logra llegar, por segunda vez en la historia del club, a la final de la Copa del Presidente. Además, se clasificó a 8º de final de la AFC Champions League de Asia, por primera vez en la historia del club.
Pedro dejó el Baniyas S.C. a finales de mayo de 2012, a raíz de que Calderón terminase contrato con el club, y se unió a él en la Selección de fútbol de Baréin en octubre de 2012. Con la Selección de Baréin consiguieron llegar a las semifinales de la West Asian Federation Cup y en 2013 de la Gulf Cup.
A finales de junio de 2013 Pedro dejó la Selección de Baréin junto con Calderón y el 20 de enero de 2014 son contratados en el Real Betis Balompié de la primera división de fútbol Española con el objetivo de sacar al equipo de una profunda crisis deportiva y evitar el descenso a 2ª división, objetivo que finalmente no consiguieron.
Desde octubre de 2014 hasta 2015 dirigió junto con Calderón al equipo emirati de Al Wasl S.C. de Dubái, más conocido como el club donde entreno Diego Armando Maradona en 2011 tras dejar la Selección Argentina.
En febrero de 2016, se incorpora a la dirección deportiva del Valencia CF de la mano de Jesús García Pitarch, uniéndose de esta forma a Vicente Rodríguez dentro de la secretaría técnica. El 12 de diciembre de 2016 abandonaría el club valencianista para irse de primer entrenador a la Liga Portuguesa.
El 12 de diciembre de 2017, se convierte en entrenador del Grupo Desportivo Estoril Praia de la Primera División de Portugal. El 8 de marzo fue destituido del club luso dejando al equipo en posición 15º a 4 puntos de los puestos de descenso. En la Copa de Portugal paso a la historia del club tras conseguir clasificar al equipo para las semifinales después de 73 años sin conseguirlo. Tras la marcha del técnico español del Estoril Praia, en la temporada siguiente, descendería de categoría a segunda división portuguesa.
En la temporada 2018-19 ostentó el cargo de Mánager del East Riffa Club de la Liga Premier de Baréin. Tras firmar el mejor inicio histórico de la entidad en la competición, conquistó la Federation Cup el 23 de enero de 2019.
En octubre de 2020 regresa como asistente al equipo emirati de Al-Wasl Football Club de Dubái, galardonado por la Federación Internacional de Historia y Estadística de Fútbol como el mejor club del Siglo XX de su país. En marzo del 2021 renueva con el club hasta junio del 2023 y, además, es nombrado entrenador del equipo reserva.
En el segundo semestre de 2024 es anunciado como nuevo entrenador de Deportes Antofagasta de la Primera B de Chile; sin embargo, no pudo asumir el puesto debido a problemas administrativos con su UEFA Pro Licence, la cual no pudo ser validada por Conmebol.

## Palmarés
- Campeón de la Federation Cup de Baréin (2019) con el East Riffa Club.
- Subcampeón de la Copa del Presidente de Emiratos Árabes Unidos (2012) con el Baniyas Sport Club.
- Campeón Pro League de Arabía Saudí (2011) con el Al Hilal Saudí Football Club.
- Campeón de la Crown Prince Cup de Arabía Saudí (2011) con el Al Hilal Saudí Football Club.

## Clubes

### Como asistente
| Club                  | País                   | Año       |
| --------------------- | ---------------------- | --------- |
| Al-Hilal              | Arabia Saudita         | 2010-2011 |
| Baniyas SC            | Emiratos Árabes Unidos | 2011-2012 |
| Selección de Baréin   | Baréin                 | 2012-2013 |
| Real Betis Balompié   | España                 | 2014      |
| Al Wasl Football Club | Emiratos Árabes Unidos | 2014-2016 |

### Como entrenador
| Club               | País                   | Año       |
| ------------------ | ---------------------- | --------- |
| Pozuelo de Alarcón | España                 | 2008-2010 |
| Estoril Praia      | Portugal               | 2017      |
| East Riffa Club    | Baréin                 | 2018-2019 |
| Al Wasl Reserve FC | Emiratos Árabes Unidos | 2020-2022 |